# 西哈特福德 (康乃狄克州)
西哈特福德（英語：West Hartford）是一個位於美國康乃狄克州哈特福縣的城鎮。

## 地理
西哈特福德的座標為41°46′04″N 72°45′14″W / 41.76778°N 72.75389°W，而該地的平均海拔高度為50米（即164英尺）。

## 人口
根據2010年美國人口普查的數據，西哈特福德的面積為57.70平方千米，當中陸地面積為56.60平方千米，而水域面積為1.10平方千米。當地共有人口63,268人，而人口密度為每平方千米1,096人。